# Bognár József (politikus)
Bognár József (Szombathely, 1917. február 5. – Budapest, 1996. november 3.) politikus, 1947 és 1949 között Budapest polgármestere, közgazdász, miniszter, egyetemi tanár, a Magyar Tudományos Akadémia tagja, állami díjas (1970).

## Életpályája
1940-ben szerzett magyar–német szakos tanári oklevelet a budapesti tudományegyetemen. Részt vett a Márciusi Front megalakításában. 1943-ban belépett a Független Kisgazdapártba. 1947-ben, miután Nagy Ferenc lemondott, a párt Dobi István vezette balszárnyához csatlakozott. 1948-tól a párt alelnöke lett. Részt vett 1949-ben a Magyar Függetlenségi Népfront létrehozásában, majd ennek utódszervezetében, a Hazafias Népfrontban viselt vezető funkciókat. 
1945-ben nemzetgyűlési képviselő lett és országgyűlési képviselő volt egészen 1990-ig. A költségvetési bizottság elnöke. 1946 és 1956 között többször volt kormánytag. Budapest polgármestere volt 1947 és 1949 között. Számos belföldi és külföldi folyóirat szerkesztőbizottságának tagja volt. 1954-től a Marx Károly Közgazdaságtudomány Egyetem (MKKE) belkereskedelmi tanszékének tanszékvezető egyetemi tanára.
A Kulturális Kapcsolatok Intézetének elnöke (1961–1969). 1965-től a Conseil International des Sciences Sociales igazgatósági tagja. 1968-ban egyik kidolgozója volt az „új gazdasági mechanizmus” névre keresztelt gazdasági reformnak. 1970-től egy időben a Magyarok Világszövetsége elnöke is volt. A Magyar Tudományos Akadémia tagja, a IX. Gazdaság- és Jogtudományok Osztályának elnöke. Ugyanakkor betöltötte a Magyar Közgazdasági Társaság alelnökének funkcióját.
Az MTA Afro-Ázsiai Kutató Központjának igazgatója (1965–1973). Az MTA Világgazdasági Kutató Intézetének igazgatója (1973–1987). 1974-től a Béke Világtanács tagja. 1987-től a Gazdaságkutató Intézet főigazgatója. A Római Klub tagja.

## A Kormány tagjaként
- tájékoztatási miniszter (1946–1947)
- belkereskedelmi miniszter (1949–1953 és 1954–1956)
- bel- és külkereskedelmi miniszter (1953–1954)
- külkereskedelmi miniszter (1956. április – október 31.)
- miniszterelnök-helyettes (1956. október 25–31.)

## Kutatási területe
- A világgazdaság fejlődési tendenciáinak vizsgálata.

## Tudományos fokozatai
- a Magyar Tudományos Akadémia levelező tagja (1965)
- a Magyar Tudományos Akadémia rendes tagja (1973)

## Díjai, elismerései
- Kossuth-érdemrend (második osztály) (1948)
- Állami Díj II. fokozat (1970) – A közgazdaságtudomány – különösen a fejlődő országokkal kapcsolatos kutatás – területén kifejtett elméleti és tudományos szervező tevékenységéért.

## Főbb művei
- Bognár József–Balás Gábor: Gondolatok a demokratikus közigazgatásról; Független Ifjúság, Bp., 1946
- Budapest székesfőváros a Nemzetközi Vásáron; Budapest Irodalmi Intézet, Bp., 1948 (Új Budapest könyvtára)
- A magyar városok háztartási helyzete; hozzászólók Gáspár János et al.; Székesfőváros Háziny., Bp., 1948
- Az Országgyűlés 1957. évi májusi és júniusi ülésszaka / Dávid Ferenc: Biztató felelet / Szabó Pál: Gondolatok az országgyűlésen / Bognár József: A júniusi ülésszak; Hazafias Népfront, Bp., 1957 (Országgyűlési tudósítások)
- Bognár József–Forgács Tibor: Kereskedelmi ismeretek. A közgazdasági technikumok kereskedelmi tagozatának 1–2. osztálya számára. 1.; Közgazdasági és Jogi, Bp., 1958
- Szocialista tervgazdálkodásunk eredményei és problémái; Pannonia, Bp., 1959
- Kereslet és keresletkutatás a szocializmusban (1961)
- Az idő szerepe a keresletkielégítéssel kapcsolatos gazdasági döntésekben; Tempó soksz., Bp., 1961 (Statisztikai Tudományos Konferencia Budapest)
- Planned economy in Hungary (1961)
- A takarékosság és kereslet összefüggései a munkás és alkalmazotti háztartásokban, az 1957-1960. években; Közgazdasági és Jogi, Bp., 1962
- Croissance économique dans les pays en voie de développement (1966; angolul is)
- Gazdasági kapcsolataink távlatai a fejlődő országokkal; MTA, Bp., 1966 (A Magyar Tudományos Akadémia Afro-Ázsiai Kutatócsoportjának közleményei. Magyar Tudományos Akadémia Afro-Ázsiai Kutatócsoportja)
- Prioritások a tudományos kutatás és a tudomány alkalmazása terén a gazdasági fejlődésben; MTA, Bp., 1966 (A Magyar Tudományos Akadémia Afro-Ázsiai Kutatócsoportjának közleményei. Magyar Tudományos Akadémia Afro-Ázsiai Kutatócsoportja)
- A fejlődő országok helyzete és szerepe a következő évtizedek világgazdaságában; MTA, Bp., 1965 (A Magyar Tudományos Akadémia Afro-Ázsiai Kutatócsoportjának közleményei. Magyar Tudományos Akadémia Afro-Ázsiai Kutatócsoportja)
- A gazdasági növekedés irányítása a fejlődő országokban (1967)
- Az új gazdasági mechanizmus és a kelet-nyugati kereskedelem; MTA KESZ, Bp., 1967 (Tanulmányok a fejlődő országokról)
- A tervvégrehajtás kérdései makro-ökonomikus és orbi-ökonomikus szinten; MTA KESZ, Bp., 1968 (Tanulmányok a fejlődő országokról)
- Kelet-nyugati gazdasági kapcsolatok korszerű megvilágításban; MTA KESZ soksz., Bp., 1969 (Tanulmányok a fejlődő országokról)
- Les nouveaux mécanismes de l'économie socialiste en Hongrie (1969)
- Handbuch der ungarischen Aussenwirtschaft (1970)
- Nemzetközi politika, európai biztonság és gazdasági együttműködés. Tények, erőviszonyok és lehetőségek 1972 nyarán; Fővárosi Ny. soksz., Bp., 1972 (Irányzatok a világgazdaságban)
- Új tényezők a nemzetközi gazdasági kapcsolatok rendszerében; MTA Világgazdasági Kutató Intézet, Bp., 1976 (Tanulmányok a fejlődő országokról)
- The Socio-Political and Institutional Aspects of Integration (1976)
- Világgazdasági korszakváltás Tanulmányok és beszélgetések; Közgazdasági és Jogi–Gondolat, Bp., 1976
- A nemzetközi kapcsolatok új rendszeréért folyó küzdelem. Az 1976. október 8–11. között Budapesten tartott Fejlődési világkonferencia 3. sz. munkabizottságának bevezető előadása; VTT, Bp., 1977 (Irányzatok a világgazdaságban)
- A fejlődés és együttműködés századvégi fordulópontjai (1980)
- A népgazdaság hatodik ötéves tervéről / Faluvégi Lajos előadói beszéde, Havasi Ferenc felszólalása, Bognár József előadói beszéde / Elhangzott az országgyűlés 1980. december 17-18-i ülésén; Kossuth, Bp., 1981
- Tanulmányok az új világgazdasági rendről; szerk. Bognár József; Akadémiai, Bp., 1981
- A műszaki fejlődés közgazdasági feltételrendszere (1986)
- Europe, the Link between East-West, North and South (1987)